# Emil Deckert
Friedrich Karl Emil Deckert (* 26. Februar 1848 in Taucha; † 1. Oktober 1916 in Dornholzhausen) war Professor der Geographie an der Akademie für Sozial- und Handelswissenschaften bzw. der Johann Wolfgang Goethe-Universität Frankfurt am Main.

## Leben
Deckert war in erster Linie Wirtschaftsgeograph, lange Wanderjahre (1884–85 und 1891–99) in Nordamerika machten ihn zum besten Kenner dieses Erdteils unter den deutschen Geographen; als solcher schuf er seine prächtige Länderkunde über Nordamerika (1894, 1904, 1913). Im Jahr 1887 wurde er zum Mitglied der Leopoldina gewählt.

## Schriften und Werke (Auswahl)
- Über die geographischen Grundvoraussetzungen der Hauptbahnen des Weltverkehrs, Dissertation, Leipzig 1883 (Digitalisat)
- Handels- und Verkehrsgeographie, 1882, 1885, 1902, 1908
- Die Neue Welt, 1892
- Kolonialreiche und Kolonisationsobjekte der Gegenwart, 1885
- Cuba, 1899
- Nordamerika, 1894, 1904, 1913 (Band von Sievers’ Allgemeinen Länderkunde)
- Das Germanische Amerika, 1911
- Die Länder Nordamerikas in ihrer wirtschaftsgeographischen Ausrüstung, 1916
- Panlatinismus, Panslawismus und Panteutonismus in ihrer Bedeutung für die politische Weltlage, 1914
- Das Britische Weltreich, 1916